# Finlande aux Jeux olympiques d'été de 1984
La Finlande participe aux Jeux olympiques d'été de 1984 à Los Angeles aux États-Unis. 86 athlètes finlandais, 73 hommes et 13 femmes, ont participé à 76 compétitions dans 15 sports. Ils y ont obtenu douze médailles : quatre d'or, deux d'argent et six de bronze.

## Médailles
| Médaille | Discipline    | Épreuve                               | Athlète          | Performance | Date |
| -------- | ------------- | ------------------------------------- | ---------------- | ----------- | ---- |
| Or       | Athlétisme    | Lancer du javelot hommes              | Arto Härkönen    |             |      |
| Or       | Athlétisme    | Lancer du marteau hommes              | Juha Tiainen     |             |      |
| Or       | Lutte         | Lutte gréco-romaine - poids mi-moyens | Jouko Salomäki   |             |      |
| Or       | Aviron        | Skiff hommes                          | Pertti Karppinen |             |      |
| Argent   | Athlétisme    | Lancer du javelot femmes              | Tiina Lillak     |             |      |
| Argent   | Lutte         | Lutte gréco-romaine - poids légers    | Tapio Sipilä     |             |      |
| Bronze   | Athlétisme    | 110 mètres haies                      | Arto Bryggare    |             |      |
| Bronze   | Lutte         | Lutte libre - Poids légers            | Jukka Rauhala    |             |      |
| Bronze   | Boxe          | Poids welters                         | Joni Nyman       |             |      |
| Bronze   | Haltérophilie | 60–67.5 kg                            | Jouni Grönman    |             |      |
| Bronze   | Haltérophilie | 90-100 kg                             | Pekka Niemi      |             |      |
| Bronze   | Tir           | Pistolet feu rapide à 25 m hommes     | Rauno Bies       |             |      |